# Чантурія Володимир Олександрович
Володимир Олександрович Чантурія (біл. Уладзімір Аляксандравіч Чантурыя; 30 червень 1923, Баку — 1988) — білоруський архітектор, історик архітектури, педагог. Автор проектів детального планування історичних центрів Гродно і Вітебська.

## Біографія
У 1947 році закінчив архітектурно-будівельний факультет Азербайджанського індустріального інституту ім. Азізбекова, після чого був направлений до Мінська для відновлення зруйнованих міст Білорусі. Починав трудову діяльність у проектному інституті «Білдержпроект». Схильність до науково-дослідної діяльності 1948 року привела Володимира Олександровича до будівельного сектору Академії наук БРСР. Під час проходження аспірантури в АН БРСР (1948–1950), був відряджений до Москви в аспірантуру Академії архітектури СРСР. Становлення Чантурії як ученого проходило під керівництвом провідних радянських архітекторів О. Щусєва, І. Жолтовського, В. Семенова, М. Коллі, О. Гегелло та ін.
У 1953 році захистив кандидатську дисертацію на тему «Центри міст Білорусі». З 1954 по 1970-ті роки проводив численні експедиції і наукові відрядження по містах і селах Білорусі з метою виявлення та вивчення пам'яток архітектури, їх обмірів і фотофіксації. Зібраний матеріал ліг в основу докторської дисертації на тему «Дослідження архітектурної спадщини Білорусі», захищеної у 1966 році.
З 1954 по 1962 рік — доцент Білоруського політехнічного інституту (БПІ), з 1968 року — професор. У 1969 році заснував кафедру «Теорія та історія архітектури» на архітектурному відділенні БПІ, яку очолював з 1969 по 1988 рік.
Був головою науково-методичної Ради з охорони пам'яток Міністерства культури БРСР, членом президії Центральної Ради добровільного товариства з охорони пам'яток історії та культури БРСР. Входив до складу проблемної ради «Традиції і новаторство в радянській архітектурі» при правлінні Союзу архітекторів СРСР, був членом регіональної групи Прибалтики та Білорусі Міжнародної ради з охорони пам'яток і визначних місць (ІКОМОС).
Входив до складу редакційної ради Білоруської радянської енциклопедії, був членом редколегії видання «Звід пам'яток історії та культури Білорусі», бюлетеня «Пам'ятки історії та культури Білорусі».

## Нагороди
Лауреат Державної премії БРСР (1980). Нагороджений медалями, Грамотою Верховної Ради БРСР (1985).